# Cabal (jeu vidéo)
Pour les articles homonymes, voir Cabal.
Cabal est un jeu vidéo de tir à la troisième personne développé par TAD, sorti en 1988 sur borne d'arcade. Il a été adapté sur divers supports familiaux et a connu une suite : Blood Bros. (1990)

## Système de jeu
Le jeu est une borne d'arcade classique avec joystick ou trackball. Architecture 16 bits probablement. À noter que pour ce jeu, un système a été créé, donnant donc par la suite des clones, dont le premier est Blood Bros, en 1990, de Tad toujours, qui transpose le jeu durant l'époque "western". Deux autres jeux du même type virent le jour, ayant pour "cadre" historique, la piraterie pour l'un et la prohibition pour l'autre.

## Adaptations
Ocean Software a édité le jeu sur Amiga, Atari ST, Amstrad CPC, Commodore 64 et ZX Spectrum en 1989. Ocean France a réalisé les adaptations sur 16-bits (programmation de Michel Janicki, Guillaume Saviard, graphismes de Thierry Levastre et musiques de Pierre-Eric Loriaux) et Special FX les adaptations sur 8-bits.
Capcom a édité le jeu DOS (EGA, CGA) en 1989 aux États-Unis. L'adaptation NES a été réalisé par Rare et édité par Fabtek en 1989 aux États-Unis.